# Ängeby
För andra betydelser, se Ängeby (olika betydelser).
Ängeby är en småort i Lena socken i Uppsala kommun norr om Uppsala cirka 3 kilometer norr om Storvreta.